# Володимир Пешич

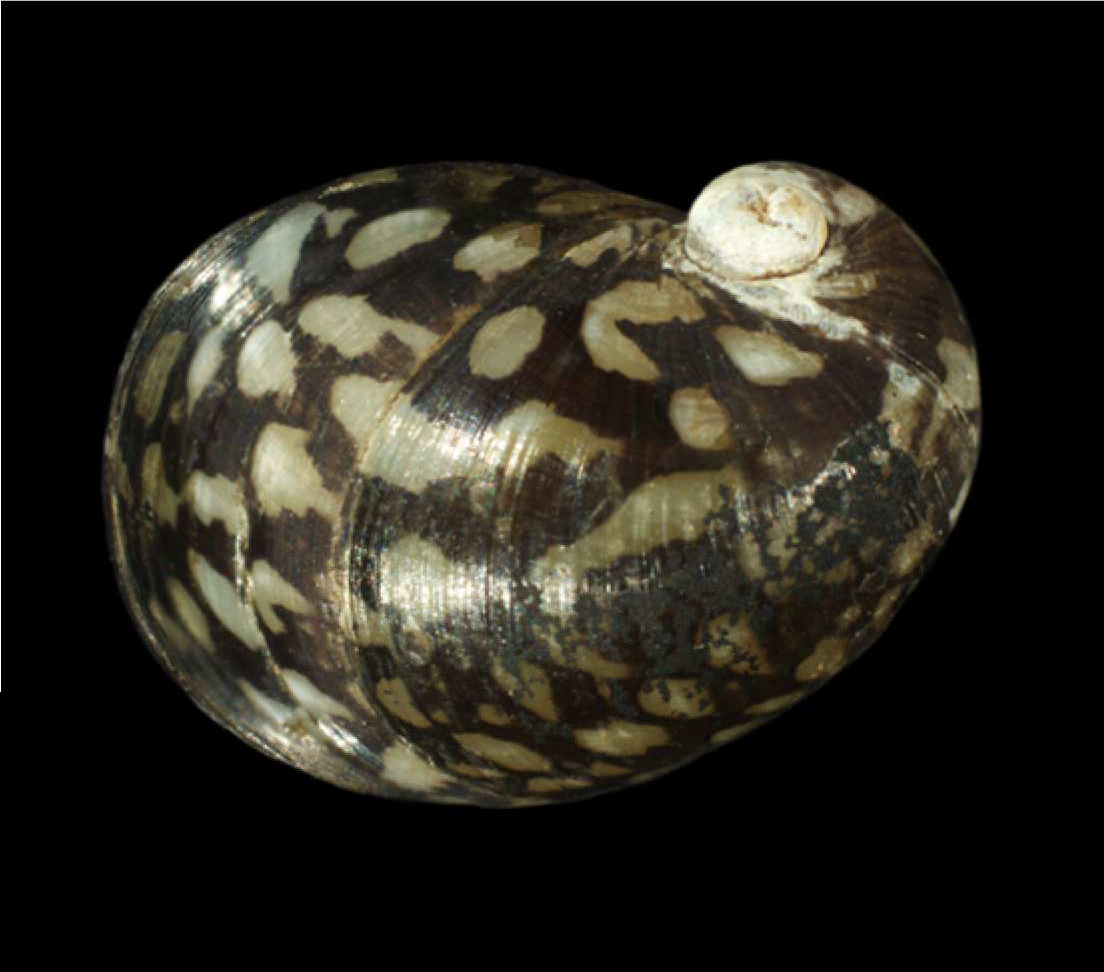
Равлик, відкритий і описаний Володимиром Пашичем

Володимир Пешич (Vladimir Pešić; 6 вересня 1973 року, передмістя Подгориці) — вчений з Чорногорії, професор біології, президент Наукового комітету Чорногорського  університету, відкривач кількох сотень біологічних видів.

## Біографія
Народився 1973 року в передмісті Подгориці. З 1980 по 1988 рр. навчався у основній школі в Подгориці. В 1988—1992 рр. навчався в гімназії «Слободан Скерович» у Подгориці. По закінченню середнього навчального закладу навчався у Чорногорському університеті з 1993 по 1998 рр. на біологічному факультеті. З 1998 по 2003 рр. поглиблював знання біології  в університеті. 
- 2001 рік — захист магістерської роботи на біологічному факультеті в університеті в Сербії
- 2003 рік — захист докторської дисертації на біологічному факультеті Белградського університету.
- 2004-2008 рр. — доцент на біологічному факультеті Чорногорського університету. Його предмети — зологія, екологія. Предмети  магіс—ерського дослідження: «Екологія підземних вод».
- 2009—2013 рр. — професор біології в університеті
- 2007—2013 рр. — Керівник навчальної програми Біологія університету Чорногорії
- 2010—2016 рр. — Член Сенату Університету Чорногорії
- 2014 — Провідний президент Наукового комітету Університету Чорногорії

Володимир Пешич працює на кафедрі біології в Чорногорському університеті, в Подгориці.

## Книги
Автор більше, ніж 280 робіт у міжнародних наукових виданнях. Особисто відкрив і описав близько 300 нових видів.  
- Reinhard Gerecke, Terence Gledhill, Vladimir Pešić, Harry Smit (2016) Süßwasserfauna von

Mitteleuropa, Bd. 7/2-3 Chelicerata. 429 pp. Publisher: Springer Berlin Heidelberg. ISBN 978-3-8274-1893-7.
- Monografije u SCI/SCIE časopisima sa Impakt Faktorom/International monograph in

SCIE journals with IF
Smit, H. & Pešić, V. (2014) Water mites from Mount Kinabalu and the Crocker Range, Borneo,
Malaysia (Acari: Hydrachnidia), with the description of 34 new species. Monograph
Zootaxa 3876 (1): 1–71. Publisher: Magnolia Press (Auckland, New Zealand)
2
- Pešić, V. & Smit H. (2014) Torrenticolid water mites (Acari: Hydrachnidia: Torrenticolidae)

from Malaysian Borneo. Monograph Zootaxa, 3840 (1): 1-72. Publisher: Magnolia
Press (Auckland, New Zealand).
- Pešić, V. & Smit H. (2014) Torrenticolid water mites (Acari: Hydrachnidia: Torrenticolidae)

from Ghana. Monograph Zootaxa, 3820 (1): 1-80. Publisher: Magnolia Press
(Auckland, New Zealand).
- Pešić, V., Cook, D., Gerecke, R. & Smit H. (2013) The water mite family Mideopsidae (Acari:

Hydrachnidia): a contribution to the diversity in the Afrotropical region and taxonomic
changes above species level. Monograph Zootaxa, 3720 (1): 001–075. ISBN 978-1-
77557-274-9 Publisher: Magnolia Press (Auckland, New Zealand)
- Pešić, V., Smit H. & Saboori A. (2012) Water mites delineating the Oriental and Palaearctic

regions - the unique fauna of southern Iran, with descriptions of one new genus, one new
subgenus and 14 new species (Acari: Hydrachnidia). Monograph Zootaxa 3330: 1-67.
ISBN 978-1-86977-917-7. Publisher: Magnolia Press (Auckland, New Zealand)
- Pešić, V., Smit, H., Gerecke, R. & Di Sabatino, A. (2010). The water mites (Acari:

Hydrachnidia) of the Balkan peninsula, a revised survey with new records and
descriptions of five new taxa. Monograph Zootaxa, 2586, 1–100. ISBN 978-1-86977-
569-8. Publisher: Magnolia Press (Auckland, New Zealand)
та інші.

## Наукові відкриття

### Морські види, описані Пешичем
Всесвітній реєстр морських видів перераховує такі види:
- Litarachna antalyaensis Pešić, Durucan & Chatterjee, 2018
- Litarachna bruneiensis Pesic, Chatterjee, Marshall & Pavicevic, 2011
- Litarachna caribica Pesic, Chatterjee & Schizas, 2008
- Litarachna enigmatica Pešić, Durucan & Chatterjee, 2018
- Litarachna muratsezgini Pešić, Durucan & Zawal, 2019
- Litarachna smiti Pesic, Chatterjee, Ahmed Abada, 2008
- Pontarachna arabica Pesic, Chatterjee & Ahmed Abada, 2008
- Pontarachna nemethi Pesic, Chatterjee & Schizas, 2012
- Pontarachna turcica Pešić, Durucan & Zawal, 2019

1. ↑  WorldCat Entities — OCLC, Inc., 2022.